# پنجاه و نهمین مراسم گلدن گلوب
۵۹مین مراسم گلدن گلوب برای ارج نهادن به بهترین فیلم و شوی تلویزیونی ۲۰۰۱ در ۲۰ ژانویه سال ۲۰۰۲ در لوس‌آنجلس کالیفرنیا برگزار می‌شود.
نیکول کیدمن برای بهترین بازیگر نقش اول زن فیلم درام و موزیکال کاندیدای دریافت گوی زرین شده بود.
راسل کرو برای بازی در فیلم ذهن زیبا برنده گوی زرین بهترین بازیگر نقش اول مرد شد؛ و بهترین فیلم به ذهن زیبا رسید. بهترین کارگردانی این دوره به رابرت آلتمن برای فیلم گاسفورد پارک رسید؛ و موفق‌ترین فیلم این دوره فیلم ذهن زیبا بود که توانست چهار گوی زرین برنده شود.

## نامزدی‌ها و جوایز
| بهترین فیلم | بهترین فیلم |
| درام | موزیکال یا کمدی |
| --- | --- |
| - - ذهن زیبا - در اتاق خواب - ارباب حلقه‌ها: یاران حلقه - مردی که آنجا نبود - جاده مالهالند | - - مولن روژ! - خاطرات بریجت جونز - گاسفورد پارک - لگالی بلاند - شرک |
| بهترین اجرای فیلم - درام | |
| بهترین بازیگر مرد | بهترین بازیگر زن |

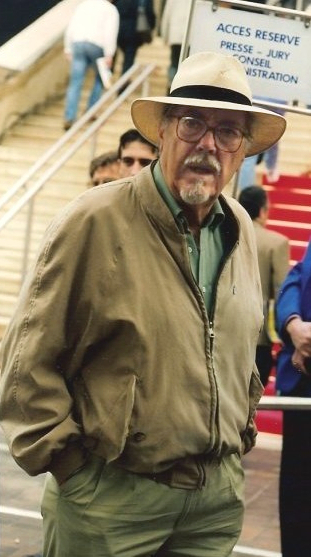
رابرت آلتمن، برنده بهترین کارگردانی

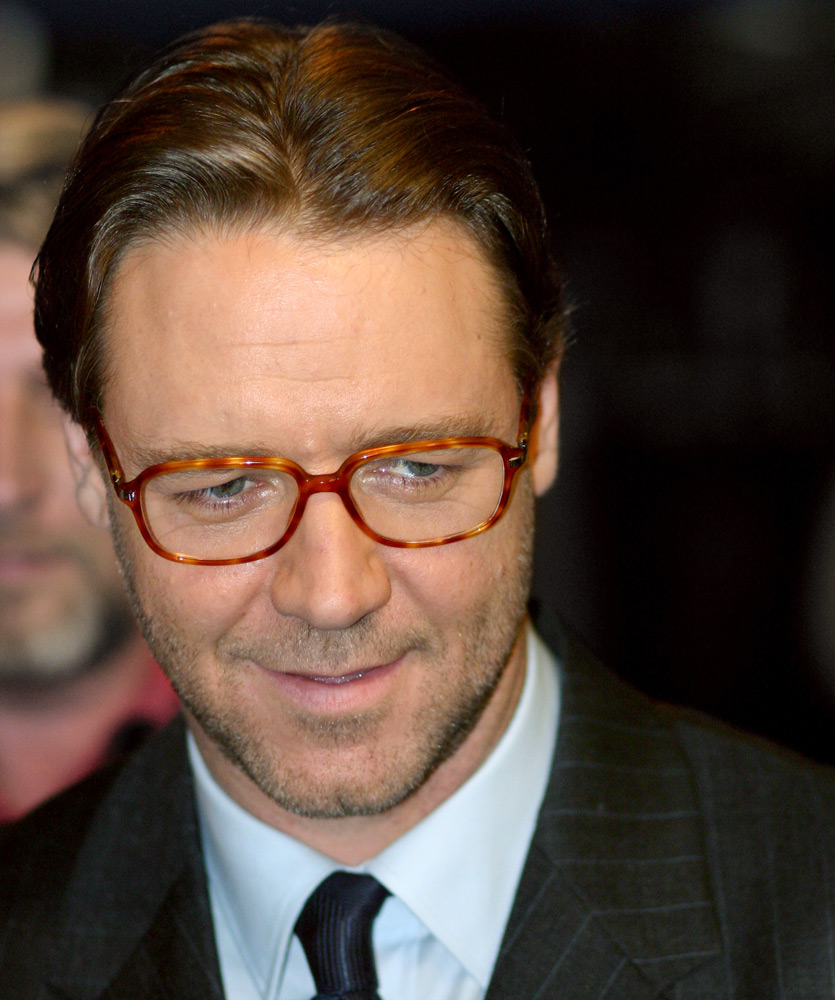
راسل کرو، برنده بهترین بازیگر مرد فیلم درام

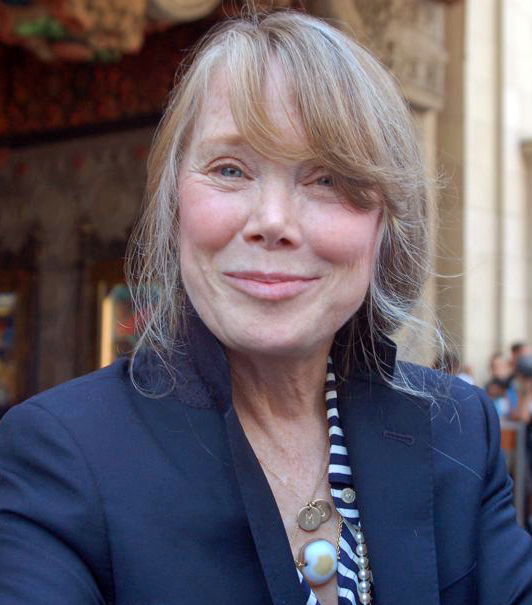
سیسی اسپیسک، برنده بهترین بازیگر زن فیلم درام

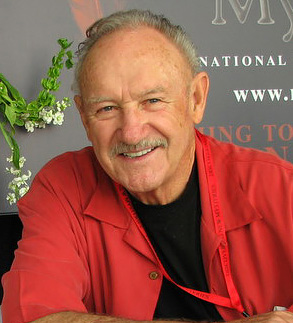
جین هکمن، برنده بهترین بازیگر مرد فیلم کمدی یا موزیکال

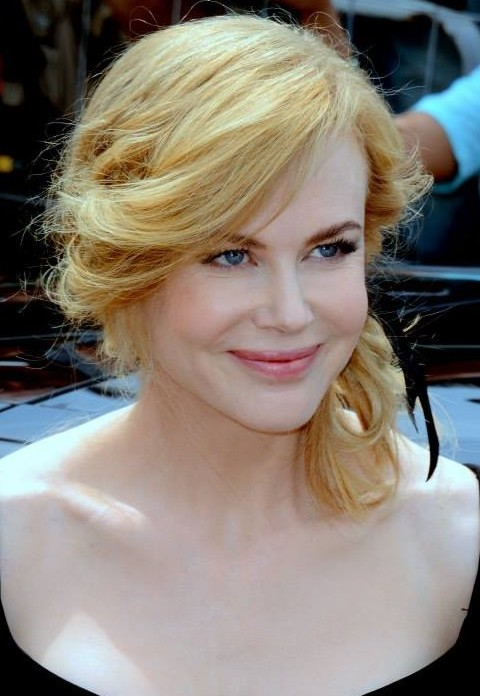
نیکول کیدمن، برنده بهترین بازیگر زن فیلم کمدی یا موزیکال

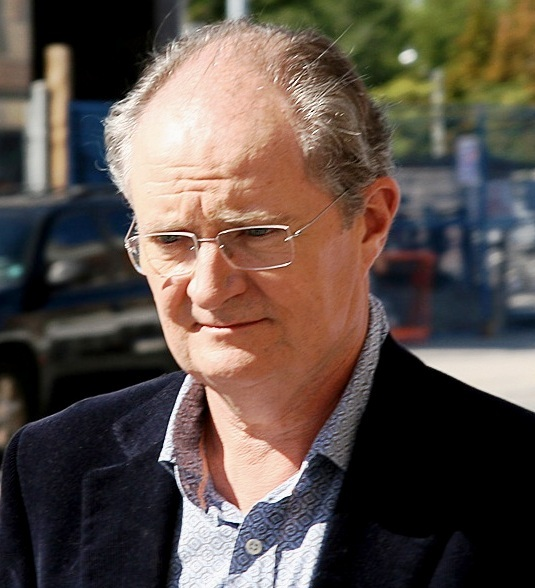
جیم برودبنت، برنده بهترین بازیگر مکمل مرد فیلم درام

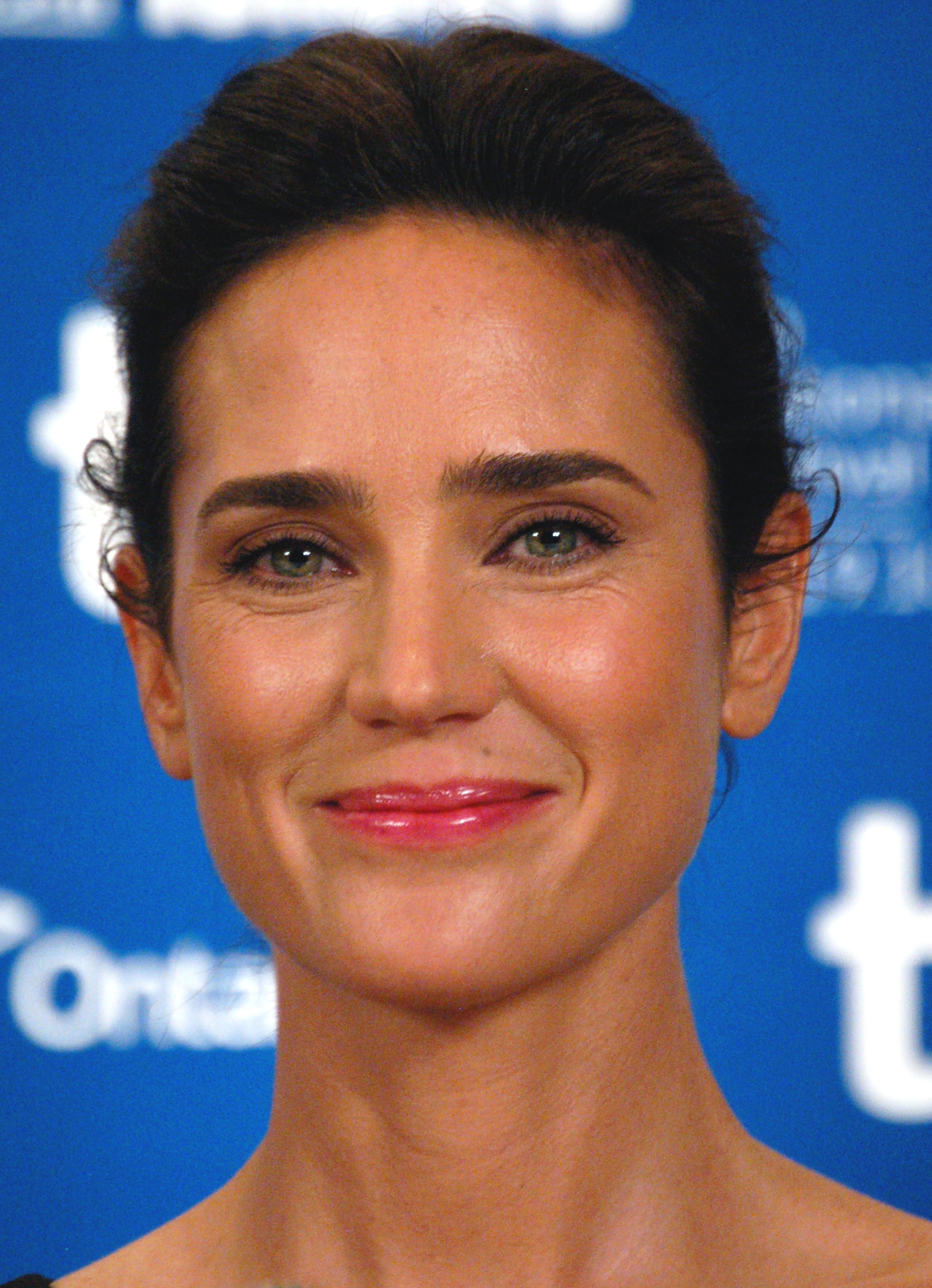
جنیفر کانلی، برنده بهترین بازیگر مکمل زن فیلم درام

| - - راسل کرو برای فیلم ذهن زیبا - ویل اسمیت برای فیلم علی - کوین اسپیسی برای فیلم حمل و نقل اخبار - بیلی باب تورنتون برای فیلم مردی که آنجا نبود - دنزل واشینگتن برای فیلم روز تعلیم                                                                             | - - سیسی اسپیسک برای فیلم در اتاق خواب - هلی بری برای فیلم مهمانی هیولا - جودی دنچ برای فیلم آیریس - نیکول کیدمن برای فیلم دیگران - تیلدا سوئینتن برای فیلم پایان عمیق                                        |
| بهترین اجرای فیلم - موزیکال یا کمدی | |
| بهترین بازیگر مرد | بهترین بازیگر زن |
| - - جین هکمن برای فیلم خانواده اشرافی تننبام - هیو جکمن برای فیلم کیت و لئوپولد - ایوان مک‌گرگور برای فیلم مولن روژ! - جان کامرون میچل برای فیلم هدویگ و عصبانی اینچ - بیلی باب تورنتون برای فیلم مردی که آنجا نبود                                               | - - نیکول کیدمن برای فیلم مولن روژ! - تورا بیرچ برای فیلمدنیای روح - کیت بلانشت برای فیلم راهزنان - ریس ویترسپون برای فیلم لگالی بلاند - رنه زلوگر برای فیلم خاطرات بریجت جونز                                |
| بهترین اجرای برای نقش مکمل در فیلم- درام، موزیکال یا کمدی | |
| بهترین بازیگر نقش مکمل مرد | بهترین بازیگر نقش مکمل زن |
| - - جیم برودبنت برای فیلمآیریس - استیو بوشمی برای فیلم دنیای روح - هایدن کریستنسن برای فیلم زندگی به عنوان یک خانه - بن کینگزلی برای فیلم سکسی وحش - جود لا برای فیلم هوش مصنوعی - جان ویت برای فیلم علی                                                         | - - جنیفر کانلی برای فیلم ذهن زیبا - کامرون دیاز برای فیلم آسمان وانیلی - هلن میرن برای فیلم گاسفورد پارک - مگی اسمیت برای فیلم گاسفورد پارک - مریسا تومه برای فیلم در اتاق خواب - کیت وینسلت برای فیلم آیریس |
| بهترین کارگردانی | بهترین فیلمنامه |
| - - رابرت آلتمن برای کارگردانی گاسفورد پارک - ران هاوارد برای کارگردانی ذهن زیبا - پیتر جکسون برای کارگردانی ارباب حلقه‌ها: یاران حلقه - باز لورمن برای کارگردانی مولن روژ! - دیوید لینچ برای کارگردانی جاده مالهالند - استیون اسپیلبرگ برای کارگردانی هوش مصنوعی | - - ذهن زیبا - گاسفورد پارک - مردی که آنجا نبود - ممنتو - جاده مالهالند |

### فیلم‌هایی با چندین نامزدی
| نامزدی‌ها | فیلم         |
| -------- | ------------ |
| ۶        | ذهن زیبا     |
| ۶        | مولن روژ!    |
| ۵        | گاسفورد پارک |
| ۳        | در اتاق خواب |
| ۳        | آیریس        |

### فیلم‌هایی با چند جایزه
- ذهن زیبا ۴ گوی زرین
- مولن روژ! ۳ گوی زرین

## بهترین سریال تلویزیونی
| بهترین سریال                                                    | بهترین سریال                                             |
| جایزه گلدن گلوب بهترین سریال تلویزیونی                          | جایزه گلدن گلوب بهترین سریال موزیکال یا کمدی             |
| --------------------------------------------------------------- | -------------------------------------------------------- |
| - - شش فوت زیر زمین - ۲۴ - آلیاس - سی‌اس‌آی - سوپرانوز - بال غربی | - - سکس و شهر - آلای مک‌بیل - فریزر - دوستان - ویل و گریس |

## برندگان گوی زرین مرد و زن سریال تلویزیونی

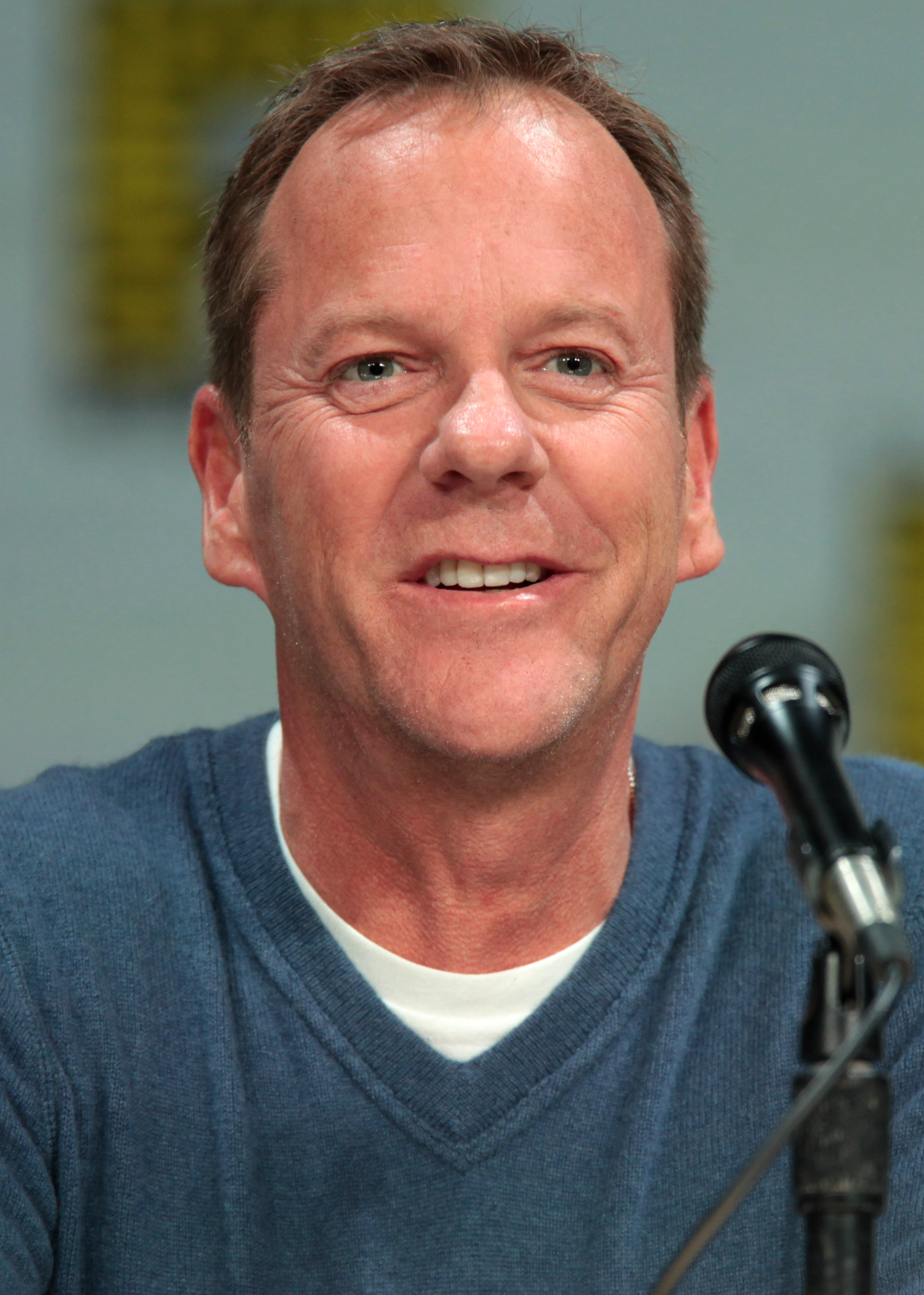
کیفر ساترلند، برنده بهترین بازیگر نقش اول مرد در یک سریال تلویزیونی - درام
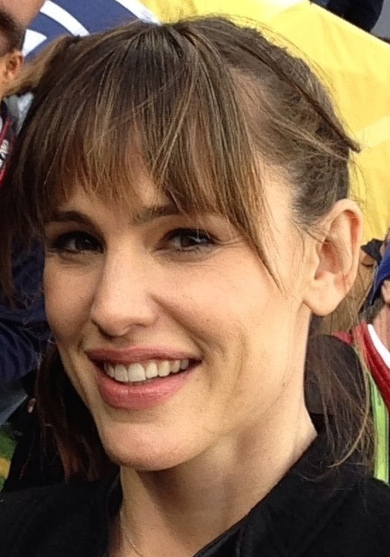
جنیفر گارنر، برنده بهترین بازیگر نقش اول زن در یک سریال تلویزیونی - درام
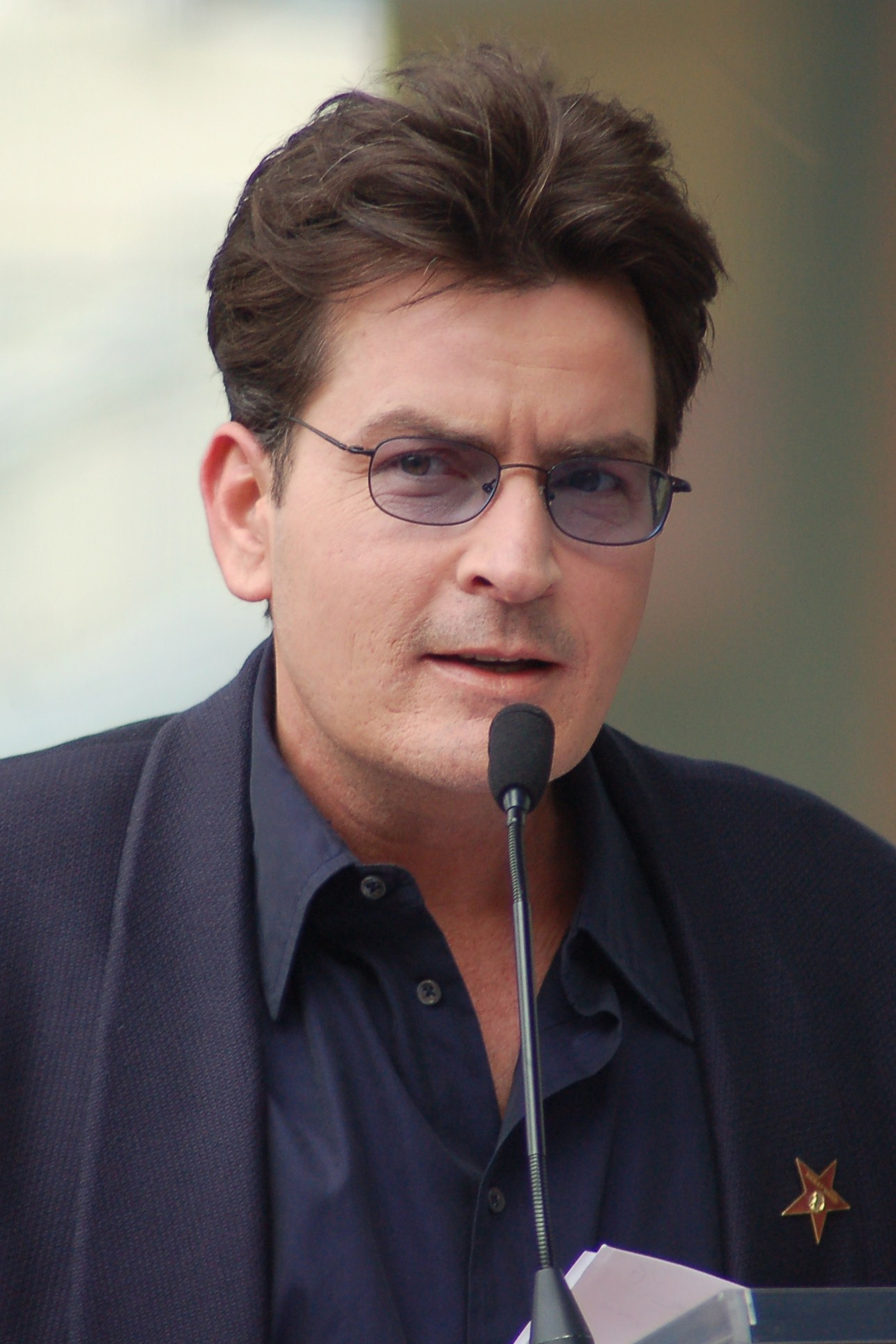
چارلی شین، برنده بهترین بازیگر نقش اول مرد در یک سریال تلویزیونی - موزیکال یا کمدی
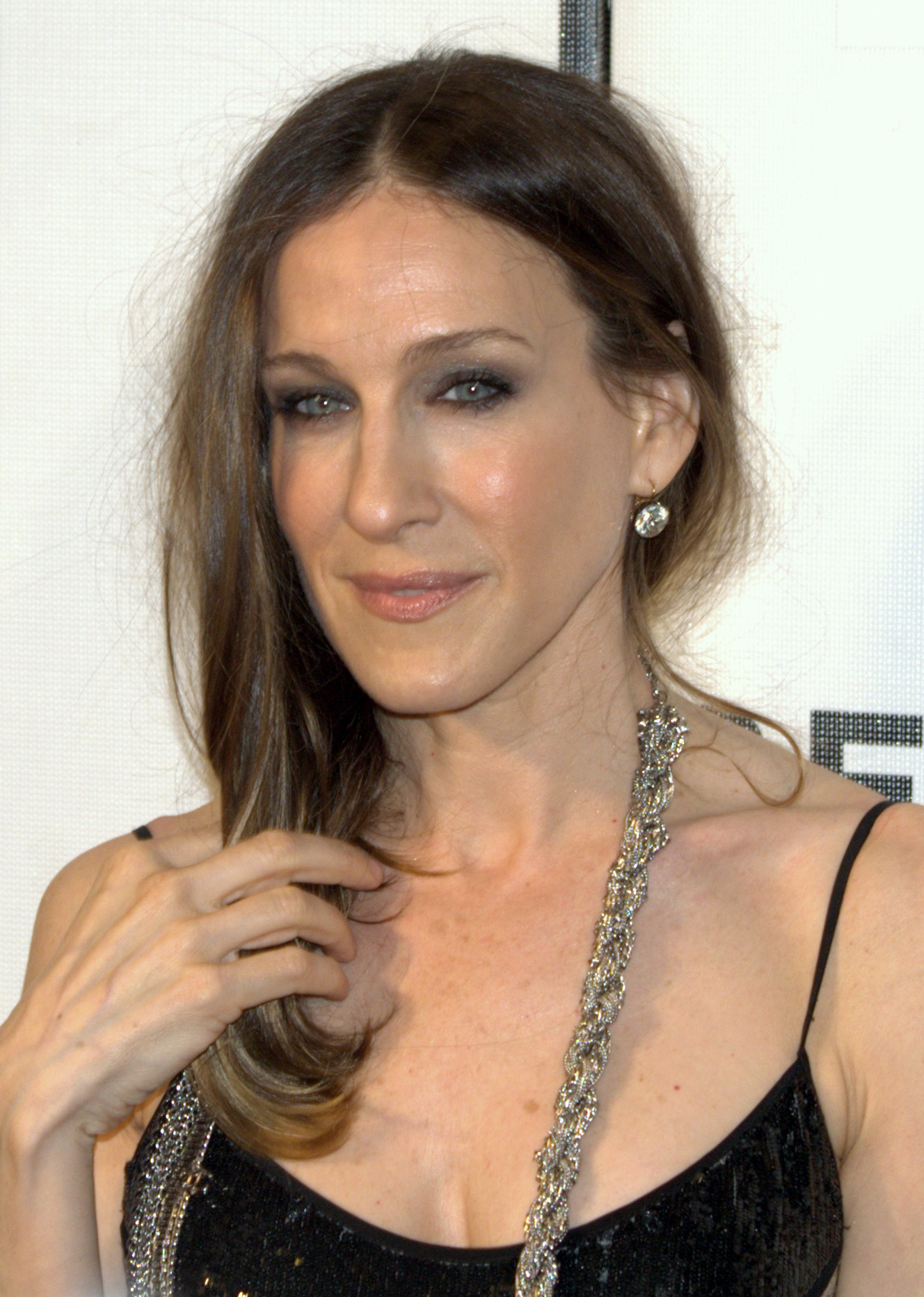
سارا جسیکا پارکر برنده بهترین بازیگر نقش اول زن در یک سریال تلویزیونی - کمدی یا موزیکال

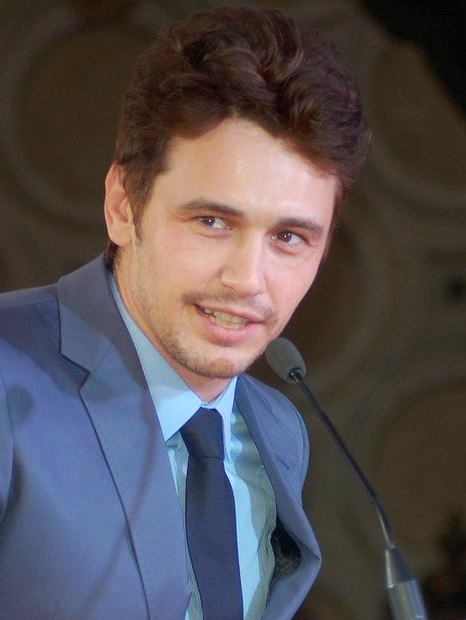
جیمز فرانکو، برنده بهترین بازیگر نقش اول مرد در یک مینی سریال یا فیلم ساخته شده برای تلویزیون
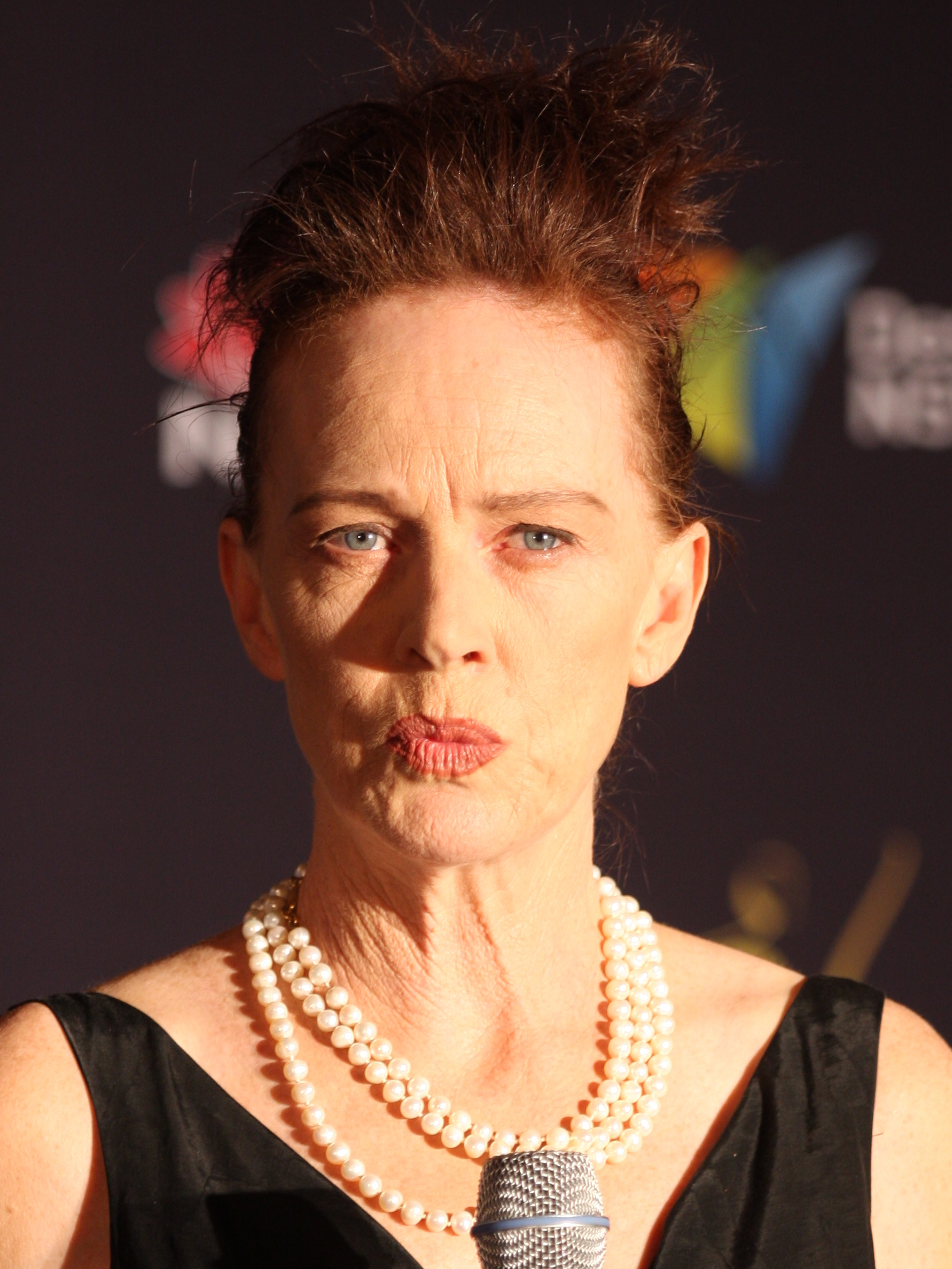
جودی دیویس، برنده بهترین بازیگر نقش اول زن در یک مینی سریال یا فیلم ساخته شده برای تلویزیون
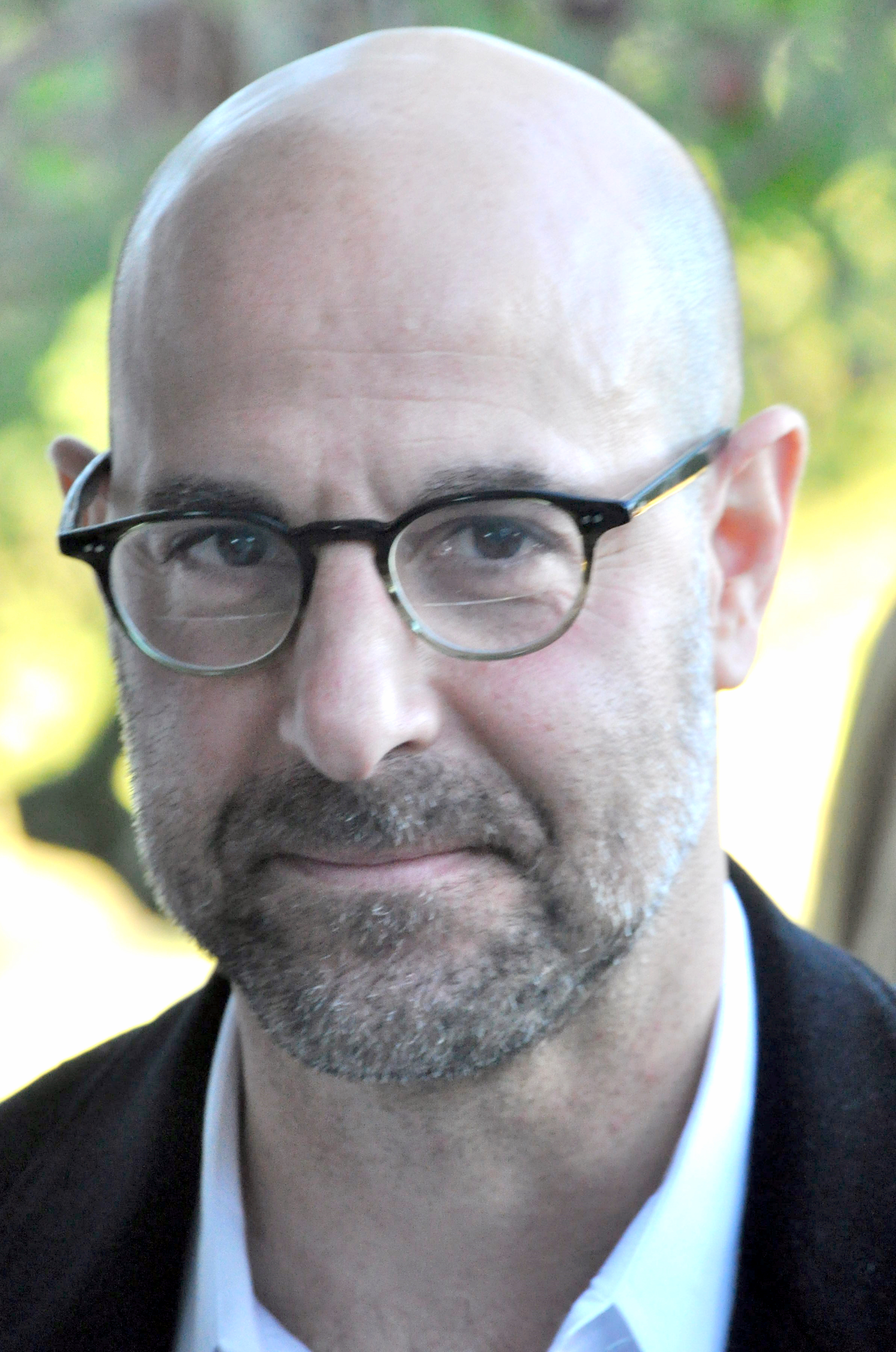
استنلی توچی، برنده بهترین بازیگر مرد در نقش مکمل در یک ، مینی سریال یا فیلم ساخته شده برای تلویزیون
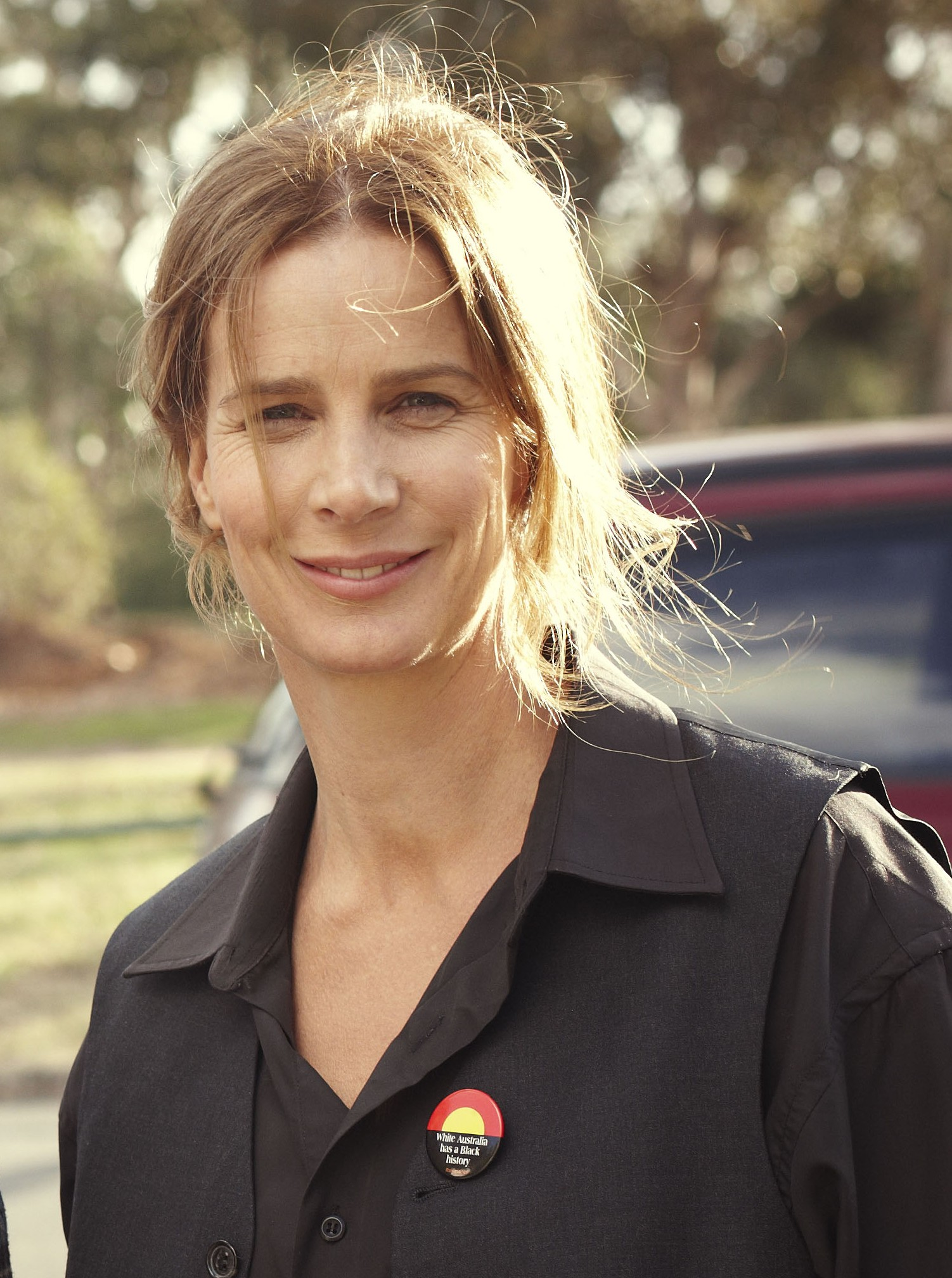
ریچل گریفیتس، برنده بهترین بازیگر زن در نقش مکمل در یک ، مینی سریال یا فیلم ساخته شده برای تلویزیون